# Simhadri
Simhadri (telugo: సింహద్రి) é um filme de ação indiano de 2003 dirigido por S. S. Rajamouli a partir de uma história escrita por V. Vijayendra Prasad. O filme é estrelado por N. T. Rama Rao Jr., Bhumika Chawla e Ankitha, com Mukesh Rishi, Nassar e Rahul Dev desempenhando papéis coadjuvantes. O filme tem música composta por M. M. Keeravani enquanto a fotografia e a edição são feitas por Ravindra Babu e Kotagiri Venkateswara Rao respectivamente.
Lançado em 9 de julho de 2003, o filme recebeu aclamação universal por sua história, direção e cenas emocionais. Recebeu críticas positivas do público e da crítica. Naquela época, o filme teve o recorde de maior bilheteria de todos os tempos. O filme teve um orçamento de ₹ 8,5 crore (US$ 1,8 milhão) e arrecadou uma parte dos distribuidores de ₹ 25,7 crore (US$ 5,7 milhões). O filme foi posteriormente refeito em tâmil como Gajendra (2004), em bengali como Durdhorsho (2005) e em canareso como Kanteerava (2012).

## Elenco
- Jr. NTR como Simhadri  Varma/ Singhamalai
  - Master Mahendra como jovem Simhadri
- Mukesh Rishi como Bhai Saab
- Sharat Saxena como ACP Namboothri, mentor de Simhadri
- Bhumika Chawla como Indira "Indu", filha de Saraswathi e neta de Ram Bhupal Varma
- Ankitha Jhaveri como Kasturi
- Nassar como Ram Bhupal Varma
- Rahul Dev como Bala Nair
- Brahmanandam como Talupulu
- Sangeeta como esposa de Varma
- Bhanu Chander como Aravind, marido de Saraswathi e pai de Indu
- Seetha como Saraswathi, esposa de Aravind, mãe de Indu e irmã de Simhadri
- Rallapalli como zelador de Indu
- Sekhar como assessor de Bala
- Ragini como zelador de Indu
- Venu Madhav como Iyer
- Ajay
- Kota Srinivasa Rao como Pingalam, que tem ciúmes de Simhadri por seu status
- Chalapathi Rao como ministro do lado de Bhai Saab
- Sivannarayana Naripeddi
- Srinivasa Reddy como ladrão
- Hema
- Ravi Babu como um homem que se comporta mal com Ram Bhupal
- G. V. Sudhakar Naidu como assessor de Bhai Saab
- Sameer como médico
- Rajan P. Dev como ministro-chefe de Kerala (participação especial)
- Ramya Krishnan como número do item na música "Chinnadamme Cheekulu"

## Produção
Após o sucesso de Student No.1 (2001), Rajamouli deveria inicialmente dirigir um filme de fantasia com Kovelamudi Surya Prakash, no entanto, o projeto foi arquivado devido ao alto orçamento e o filme de estreia do ator principal, Neetho (2002), tornou-se um fracasso. Rajamouli narrou o assunto Simhadri para VMC Combines, que concordou em produzir o filme. O filme deveria ser feito com a dupla B. Gopal e Balakrishna, que foi abandonada.
O escritor V. Vijayendra Prasad afirmou que teve a ideia da história enquanto assistia novamente Moondram Pirai (1982).

## Recepção

### Bilheteria
Simhadri teve uma exibição teatral de mais de 100 dias.

### Resposta crítica
Jeevi, de Idlebrain, deu uma crítica positiva ao filme citando que a história é "muito forte" e elogiou o desempenho de NT Rama Rao Jr. afirmando que o "personagem lhe ofereceu a chance de usar toda sua capacidade histriônica para impressionar a multidão e ele utilizou cada quadro para causar um impacto profundo nos corações dos telespectadores".